# KK Clark
Pour les articles homonymes, voir Clark.
KK Clark est une joueuse américaine de water-polo née le 28 juin 1990. Elle a remporté avec l'équipe des États-Unis la médaille d'or du tournoi féminin aux Jeux olympiques d'été de 2016 à Rio de Janeiro.